# Protector (Schiff, 2001)
Die HMS Protector ist ein Eisbrecher der Royal Navy.
Das Schiff dient im Rahmen des British Antarctic Survey (BAS) der Versorgung der Forschungsstationen in der Antarktis sowie der Falklandinseln, Südgeorgien und der Südlichen Sandwichinseln als Britische Überseegebiete. Außerdem wird das Schiff für Forschungsfahrten genutzt.
Seit 2014 wird das Schiff von Andrew Weir Shipping bereedert. Das Schiff ist im Marinestützpunkt Devonport beheimatet.

## Geschichte
Das Schiff wurde unter der Baunummer 076 von Havyard Leirvik gebaut. Der Rumpf wurde von Western Shiprepair Yard zugeliefert. Die Kiellegung des Schiffes fand am 30. September 2000, der Stapellauf am 21. Juli 2001 statt. Die Fertigstellung des Schiffes erfolgte am 22. Oktober 2001. Der Entwurf des Schiffes stammte von Multi Maritime in Førde und GC Rieber Shipping in Bergen.
Das Schiff wurde als Polarbjørn (Norwegisch für Polarbär) in Dienst gestellt und von GC Rieber Shipping für Expeditionen in die Antarktis und verschiedene Offshore-Arbeiten eingesetzt.
2011 wurde das Schiff zunächst für drei Jahre als Ersatz für die Endurance, die nach einem Wassereinbruch 2008 nicht mehr genutzt werden konnte, an das UK Ministry of Defence verchartert. Für den Einsatz wurde das Schiff umgebaut. So wurde das Helikopterdeck, das sich oberhalb des Brückendecks befand, auf das Achterschiff verlegt und ein Fächerecholot eingebaut. 2013 kaufte das UK Ministry of Defence das Schiff.
Den bis dato südlichsten Punkt erreichte das Schiff im März 2014 in der Marguerite Bay, nachdem es zuvor die auf der der Antarktischen Halbinsel vorgelagerten Adelaide-Insel liegende Rothera-Station versorgt hatte.
Im November 2017 nahm das Schiff auf Anforderung der argentinischen Regierung an der Suche nach dem verschollenen U-Boot San Juan (S 42) teil. Im September 2019 sichtete die HMS Protector, die sich nach dem Hurrikan Dorian im Rahmen von Hilfsmaßnahmen auf dem Weg zu den Bahamas befand, die auf dem Atlantik treibende Alta. Das Schiff war etwa ein Jahr zuvor nach einem Motorschaden aufgegeben worden. Im Februar 2020 wurde es als Geisterschiff von Sturm Dennis im Süden Irlands auf die felsige Küste gedrückt.

## Technische Daten und Ausstattung
Der Antrieb des Schiffes erfolgt durch zwei Dieselmotoren des Herstellers Rolls-Royce Marine (Typ BR-8) mit jeweils 3.535 kW Leistung, die über ein Untersetzungsgetriebe auf einen Verstellpropeller wirken.
Das Schiff ist mit zwei Querstrahlsteueranlagen im Bugbereich mit 800 bzw. 600 kW Leistung, zwei Querstrahlsteueranlagen im Heckbereich im 1125 bzw. 990 kW Leistung und eine ausfahrbare Propellergondel mit 1500 kW Leistung im Bugbereich ausgestattet. Das Schiff verfügt über ein System zur dynamischen Positionierung.
Für die Stromerzeugung stehen zwei Generatoren, die von zwei Dieselmotoren des Herstellers Mitsubishi Heavy Industries (Typ: S6R) mit jeweils 635 kW Leistung angetrieben werden. Weiterhin wurde ein Notgenerator verbaut, der von einem Mitsubishi-Dieselmotor (Typ: 6D24T) mit 189 kW Leistung angetrieben wird.
Das Deckshaus befindet sich im vorderen Bereich des Schiffes. An Bord ist Platz für 100 Personen. Oberhalb der Decksaufbauten befindet sich ein Krähennest. Hinter dem Deckshaus befindet sich ein offenes Arbeitsdeck. Die Fläche beträgt 780 m². Das Schiff verfügt über drei Laderäume mit einem Volumen von insgesamt 3.300 m³. Die Grundfläche der Räume beträgt 710 m². Weiterhin ist es mit Tanks ausgerüstet, in denen Treibstoff mitgeführt werden kann, das für den Bordbetrieb und die Versorgung der Forschungsstationen benötigt wird. Das Schiff ist mit zwei Arbeitskranen mit Hebekapazitäten von 60 bzw. 12,5 t sowie mit einem Heckgalgen, der 25 t heben kann, ausgestattet.
Mitgeführt werden außerdem mehrere Beiboote, darunter das Vermessungsboot James Caird IV, der Lastkahn Terra Nova und zwei Schlauchboote. Zur Ausstattung gehören weiterhin drei Geländewagen, mehrere Quads und Trailer für Expeditionen auf dem Eisschelf der Antarktis.